# Wistron
Wistron Corporation (кит.: 緯創資通股份有限公司) — тайванський виробник електроніки. До свого відокремлення у 2000 році компанія була виробничим підрозділом корпорації Acer Inc. Як виробник з оригінальним дизайном, компанія розробляє та виготовляє продукцію для інших компаній, які продають її під своєю торговою маркою. Продукція Wistron включає в себе ноутбуки та настільні комп'ютери, сервери, системи зберігання даних, РК-телевізори, портативні пристрої, а також прилади та обладнання для медичного застосування.
У Вістроні працюють понад 80 000 людей по всьому світу і має 12 виробничих баз, 10 центрів досліджень і розробок та 14 центрів обслуговування клієнтів..

## Історія
Спочатку компанія була виробничим відділом Acer Inc, але у 2000 році відокремилася в окрему компанію.
У 2009 році приєднався до проєкту CDP Carbon Disclosure Project.
У липні 2011 року Wistron та Microsoft уклали угоду, яка забезпечила захист ексклюзивних прав Microsoft на продукти Wistron, включаючи планшети, мобільні телефони та інші пристрої, що працюють на платформі ChromeOS або Android.
У вересні 2011 року Wistron підписав патентну ліцензійну угоду з компанією Intellectual Ventures.
У 2020 році компанія відкрила виробничий завод у В'єтнамі. Ділянка площею 232 087,74 квадратних метрів знаходиться в промисловій зоні Донг Ван III в провінції Ханам на півночі В'єтнаму, повідомляє Wistron у поданій регуляторному органу заяві. Сума угоди складе 337,4 млрд донгів (14,6 млн доларів США).
17 липня 2020 року Wistron запланував продаж свого заводу в Куньшані заводу Luxshare з материкового Китаю за 3,3 мільярда юанів.
У грудні 2020 року 2000 робітників, які вийшли з нічної зміни, вчинили бунт на заводі Wistron iPhone у Нарасапурі, Індія, завдавши збитків на суму близько 7 мільйонів доларів. Робітники стверджували, що їм недоплачували за попередні місяці.